# Wola Kamocka
Wola Kamocka – wieś w Polsce położona w województwie łódzkim, w powiecie piotrkowskim, w gminie Grabica.
Właścicielem dóbr Wola Kamocka był zmarły 3.04.1888 w Woli Kamockiej Józef Markiewicz
W latach 1975–1998 miejscowość administracyjnie należała do województwa piotrkowskiego.